# Drežnik Grad
Drežnik Grad falu Horvátországban, Károlyváros megyében. Közigazgatásilag Rakovicához tartozik.

## Fekvése
Károlyvárostól 60 km-re, községközpontjától 5 km-re délkeletre, a Kordun területén, a Korana bal partján, a 217-es számú főút mellett fekszik.

## Története
Drezsnik vára, mely a Plitvicei tavak felé vezető északkeleti hágónál, a Korana folyó szurdoka fölé magasodó meredek sziklacsúcson helyezkedett el. A Kapela-hegység északi lejtőinek legnagyobb és legjelentősebb vára volt. Bíborbanszületett Konstantin császár szerint a horvát király három megye fölött uralkodott: Gacka, Lika és Krbava. Drezsnik területe Gacka megyéhez tartozott. Ebből a Gacka megyéből keletkezett később a 14. század elejéig e néven szereplő Drezsnik megye, mely nevét székhelyéről Drezsnik váráról kapta. Drezsnik várát 1185-ben említik először a történeti források. 1253-ban IV. Béla magyar király Nepilich grófnak adományozta. Később a Németújváriaké, a Babonicsoké, majd újra a Nelipicheké lett. 1323-ban Károly Róbert király Drezsnik megye területével együtt a Vegliai grófoknak a Frangepánok őseinek adta., akiket 1475-ben Hunyadi Mátyás is megerősített birtokaikban. Ők építették a vár későbbi magját képező főúri várkastélyt. A 16. században Drezsnik vára Terzsáccal, Furjánnal, Szluinnal és Cetingráddal együtt alkotta a bosnyák határ melletti védelmi rendszert. Először 1559-ben próbálta elfoglalni a török, de Herbert Auersperg generális serege elűzte támadókat. Ezután bár névleg Frangepán Miklós birtoka volt császári katonaság állomásozott benne. Néhány évvel később őrsége a bihácsi vár kapitányának parancsnoksága alá tartozott és maradt egészen Bihács várának elestéig. A sorozatos török támadásoknak azonban helyzeténél fogva nem sokáig tudott ellenállni, ezért a császári hadvezetés nem is fordított nagy erőket a védelmére. 1592-ben Bihács elestével együtt Drezsnik is a törökök birtokába került és maradt is egészen 1788-ig. 1620 és 1622 között a török megerősítette. 1683-ban egy rövid időre Herberstein generális károlyvárosi várparancsnok visszafoglalta, majd 1697-ben Auersperg generális elfoglalta és felgyújtotta. Az 1699-es karlócai béke a török kezén hagyta. Véglegesen csak az 1788-1791 közötti osztrák-török háború során kétnapos ostrommal és intenzív ágyútűzzel sikerült visszaszerezni. Visszafoglalása után az ogulini ezred parancsnoksága alatt rögtön betagozódott a határőrvidék védelmi rendszerébe, egy tiszt vezetésével helyőrséget helyeztek el benne. A vár sokáig lakott volt, 1869-ben azonban eladták egy kereskedőnek aki anyagát építőanyagként kívánta értékesíteni és hozzákezdett a keleti rész bontásához. A vár ezután egyre romosabb lett és amit a török sem tudott elpusztítani azt lerombolta az idő. A 2000-es évek elején a központi hengeres tornyot visszaépítették és befedték.
A falunak 1857-ben 1049, 1910-ben 1118 lakosa volt. Trianonig Modrus-Fiume vármegye Ogulini járásához tartozott. A II. világháború idején temploma súlyosan megrongálódott. Az épületet a partizánok teljesen kifosztották, a padokat és az orgonát elégették, a templomban malacot sütöttek. Csak az oltárok maradtak épen. A plébániát is felgyújtották. A plébánost Drago Štimacot a partizánokkal való együttműködés vádjával a németek 1943-ban Szluinban felakasztották. A délszláv háború során a templomot több gránáttalálat érte, 1991. október 8-án egy nap alatt hét találatot kapott. Harangja október 16-án szólt utoljára. Bogović plébánost Vaganacon a szerbek foglyul ejtették. A templom mozdítható berendezését, használati tárgyait traktoron Szluinba menekítették. Ennek ellenére nem sikerült megmenteni, mivel a háború Szluint is elérte. Az anyakönyveket állítólag Belgrádba vitték, a többi tárgy mind megsemmisült. Miután október 21-én a települést elfoglalták a harangtornyot ágyúkkal lőtték szét, majd november elején az egész épületet felgyújtották. A falu 1991 és 1995 között a Krajinai Szerb Köztársaság része volt. 1995 augusztusában a Vihar hadművelet során foglalta vissza a horvát hadsereg. Szerb lakossága elmenekült. A templom újjáépítése 1997-ben kezdődött és a fő munkálatok 1998-ban fejeződtek be. A településnek 2011-ben 348 lakosa volt.

## Lakosság
| Lakosság változása | Lakosság változása | Lakosság változása | Lakosság változása | Lakosság változása | Lakosság változása | Lakosság változása | Lakosság változása | Lakosság változása | Lakosság változása | Lakosság változása | Lakosság változása | Lakosság változása | Lakosság változása | Lakosság változása | Lakosság változása |
| ------------------ | ------------------ | ------------------ | ------------------ | ------------------ | ------------------ | ------------------ | ------------------ | ------------------ | ------------------ | ------------------ | ------------------ | ------------------ | ------------------ | ------------------ | ------------------ |
| 1857               | 1869               | 1880               | 1890               | 1900               | 1910               | 1921               | 1931               | 1948               | 1953               | 1961               | 1971               | 1981               | 1991               | 2001               | 2011               |
| 1049               | 2139               | 2120               | 983                | 1110               | 1118               | 1061               | 983                | 649                | 646                | 604                | 618                | 725                | 830                | 397                | 348                |

## Nevezetességei
- Drezsnik várának romjai[4] a falu felett délnyugatra emelkedő magaslaton találhatók. Pontos építési ideje nem ismert, első említése 1185-ben történt. A belső vár szabálytalan négyszögletű volt, egy hengeres toronnyal. Ezt egy külső vár falai vették körbe sarkain két négyszögletes toronnyal. A külsővárnak, az első emelet magasságában lévő kapujához egy lépcsőn lehetett feljutni. A vár, noha jelenleg is felújítás alatt áll, meg sem közelíti az 1870-es állapotát, amikor még szinte teljes egészében állt. A keleti falszakasz a két négyzetes tornyával és összekötő falaival csak nyomokban látható, illetve csak a vonulata figyelhető meg. Ugyan ez a helyzet a vár déli részével is. A várat már az 1700-as karlócai békéhez készített térképen romként ábrázolták, de egy 1871-es fényképen a vár még teljesen jó állapotúnak tűnik, jóllehet a 17. századhoz képest teljesen átépítették. A várnak meglehetősen jól fönnmaradt a kör alakú lakótornya és valamivel kevesebb a körülötte lévő várfalakból. A 2000-es évek elején a központi hengeres tornyot visszaépítették és befedték. Ma ez a vár egyetlen ép része.
- Páduai Szent Antal tiszteletére szentelt plébániatemploma 1882 és 1883 között épült a korábbi templom helyén. 1943-ban súlyosan megrongálódott, a háború után újjáépítették. A templomot 1980-ban restaurálták. 1991-ben újra lerombolták és 1998-ra építették újjá. Hosszúsága 35 méter, szélessége 20 méter, magassága 15 méter. Főoltára Páduai Szent Antal, mellékoltárai Szent Mihály és Szent József tiszteletére vannak szentelve. A főoltár Ante Kušlan novo mestoi mester munkája. Mögötte található a sekrestye, a bejárattól jobbra pedig a keresztelőmedence a cibóriummal.